# 埃尔韦鲁埃科
埃尔韦鲁埃科，是西班牙马德里自治区的一个市镇。总面积29平方公里，总人口633人（2013年），人口密度22人/平方公里。